# Потрехново
Потрехново — деревня в Гдовском районе Псковской области России. Входит в состав Добручинской волости Гдовского района.
Расположена у железной дороги Гдов — Сланцы, в 29 км к северо-востоку от Гдова и в 10 км к северо-востоку от волостного центра, деревни Добручи.

## Население
Численность населения деревни на 2000 год составляла 20 человек.
На данный момент численность населения в деревне составляет более 30 человек